# Nyctemera bouruana
Nyctemera bouruana là một loài bướm đêm thuộc phân họ Arctiinae, họ Erebidae.